# Gare de Kasuganomichi (Hankyu)
Pour les articles homonymes, voir Gare de Kasuganomichi.
La gare de Kasuganomichi (春日野道駅, Kasuganomichi-eki) est une gare ferroviaire de la ville de Kobe, dans la préfecture de Hyōgo au Japon. Elle est gérée par la compagnie Hankyu.

## Situation ferroviaire
La gare de Kasuganomichi est située au point kilométrique (PK) 30,7 de la ligne Hankyu Kobe.

## Histoire
La gare a ouvert le 1er avril 1936. Le 8 septembre 1948, un train express à destination d'Umeda percute par l'arrière un train local qui était arrêté sur la voie à 100 mètres à l'est la gare. L'accident ne fait que des blessés, dont Chikage Oogi.

## Service des voyageurs

### Accueil
La gare est située sous les voies qui sont surélevées. Elle est ouverte tous les jours.

### Desserte
- Ligne Kobe :
  - voie 1 : direction Kobe-Sannomiya et Shinkaichi
  - voie 2 : direction Jūsō et Osaka-Umeda